# ステップフォード・ワイフ
『ステップフォード・ワイフ』（The Stepford Wives）は、2004年のアメリカ合衆国のSFブラックコメディ映画。監督はフランク・オズ、出演はニコール・キッドマンとマシュー・ブロデリックなど。
1975年の映画『ステップフォード・ワイフ』のリメイク。原作はアイラ・レヴィンの『ステップフォードの妻たち』。

## ストーリー
ジョアンナはニューヨークでやり手のテレビ・プロデューサーとして働いていたが、過激な番組が元で辞任させられてしまう。すっかり意気消沈した彼女を気遣う夫のウォルターは、家族のためにコネティカット州のステップフォードに移り住むことを提案。ステップフォードは治安もよく、豊かで大変美しい町だったが、そこに住む女性たち（妻たち）は揃いも揃ってグラマーで貞淑で、あまりに完璧な妻であることにジョアンナは気がつく。

## キャスト
| 役名       | 俳優                       | 日本語吹替 |
| ---------- | -------------------------- | ---------- |
| ジョアンナ | ニコール・キッドマン       | 佐々木優子 |
| ウォルター | マシュー・ブロデリック     | 高木渉     |
| ボビー     | ベット・ミドラー           | 小宮和枝   |
| クレア     | グレン・クローズ           | 藤田淑子   |
| マイク     | クリストファー・ウォーケン | 土師孝也   |
| サラ       | フェイス・ヒル             | 大原さやか |
| ロジャー   | ロジャー・バート           | 牛山茂     |
| デイヴ     | ジョン・ロヴィッツ         |            |
| ハンク     | マイク・ホワイト           |            |

- その他の声の吹き替え：磯西真喜／松下こみな／白山修／北條文栄／斎藤恵理／園部好德／谷井あすか／白熊寛嗣／浅井清己／宮田光／多田野曜平／小谷津央典／田村聖子／辻つとむ／川本克彦／山口眞弓

## 作品の評価
Rotten Tomatoesによれば、批評家の一致した見解は「オリジナルの冷ややかな風刺を無分別で芝居じみた滑稽なものに変えてしまったことで、このリメイクはそれ自体がステップフォード化してしまっている。」であり、175件の評論のうち高評価は26%にあたる45件で、平均点は10点満点中4.7点となっている。
Metacriticによれば、40件の評論のうち、高評価は9件、賛否混在は17件、低評価は14件で、平均点は100点満点中42点となっている。